# しゃべくり探偵シリーズ
『しゃべくり探偵シリーズ』（しゃべくりたんていシリーズ）は、黒崎緑の推理小説のシリーズ。挿画はいしいひさいち。「東淀川大学」の学生、ボケ・ホームズこと保住純一とツッコミ・ワトソンこと和戸晋平の漫才のような会話の中で謎が提示され解決される、安楽椅子探偵ものである。

## 元ネタ
サブタイトルにもあるように、アーサー・コナン・ドイルのシャーロック・ホームズシリーズから想を得た登場人物が多数出てくる（そのため、シャーロック・ホームズのパスティーシュとする向きもある）。
また、このシリーズの舞台・東淀川大学は、いしいひさいちの漫画「バイトくん」の舞台でもあり、バイトくん関連のネタもいくつかある。
主な元ネタは上記の二つだが、このほかにもいろいろな推理小説からきているギャグがある。

## 主な登場人物
保住純一（ほずみ じゅんいち）
本シリーズの探偵役。東淀川大学雑学部の学生。端整な顔立ち・長身とルックスは良いのだが、奇矯な性格で、相手の言ったことに対してなにかギャグを言わなければ気が済まないらしい。ワトソン役の和戸とは、高校時代からの友人で、よく一緒に行動している。
人から聞いた奇妙な事件を頭だけで推理して解決する才能（自分とは関係のない出来事に首をつっこんで、あることないこと想像してダボラを吹いて適当に解決のオチをつける才能）がある。ロックバンド（もどき）をはじめたりなど音楽好きのようで、突然歌いだすというギャグも散見される。
和戸晋平（わと しんぺい）
本シリーズのワトソン役。東淀川大学文学部英文科の学生。東南アジア系の顔。保住には、生死を賭けの対象にされる、無断で労働力を賭けの賞品にされる、などしばしば迷惑をかけられているが愛想をつかす気配はない。しばしば事件に巻き込まれ、保住に相談を持ちかける。

## 作品リスト
しゃべくり探偵 ― ボケ・ホームズとツッコミ・ワトソンの冒険
（ハードカバー版 創元クライム・クラブ ISBN 4-488-01257-4 / 創元推理文庫 ISBN 4-488-41801-5 東京創元社刊）
四つの短編の扉絵もいしいひさいち。この扉絵を順番に並べると四コマ漫画になるという、「死人にグチなし」（これも黒崎緑 著）と同じ趣向。また、このイラストに描かれている保住と和戸は、いしいひさいちの「COMICAL MYSTERY TOUR」などの作品に登場するホームズとワトソンと同じ顔である。
収録作
番犬騒動
ゼミ旅行のロンドン1箇月の旅に誘われた和戸はその費用を捻出するため、奇妙なアルバイトを紹介される。豪邸の主は3週間、早朝・深夜に、猛犬の散歩をするだけで50万円くれるという。
洋書騒動
旅先で怪事件が発生する。学生・日渡（ひわたし）が手に入れた幻の研究書『チャールズ・ディケンズ考（The Study of Charles Dickens）』が盗まれる。
煙草騒動
旅先で殺人事件が発生する。被害者である元東淀川大学英文学科講師の美人留学生・安土良愛（あどら あい）は煙草をくわえたまま倒れていた。
分身騒動
旅から帰った旅行参加者は旅行中に「ドッペルゲンガー」があらわれていたことを知る。
しゃべくり探偵の四季 ― ボケ・ホームズとツッコミ・ワトソンの新冒険
（ハードカバー版 創元クライム・クラブ ISBN 4-488-01270-1 / 創元推理文庫 ISBN 4-488-41802-3 東京創元社・刊）
第1短編集とは違い、短編の扉絵による四コマ漫画はない。しかし、文庫版にはハードカバー版にはないおまけの漫才がついている。
収録作
保住君の新学期 ― 騒々しい幽霊
和戸の妹が結婚して住むことになった家でポルターガイスト現象が起きる。
保住君の五月病 ― 奇妙なロック歌手
和戸の友人のギタリストが泥棒に入られる。巧妙な手口の空き巣狙いの被害はたいしたこともなく、大切にしていたギターも、泥棒が価値のないものと判断したのか、近くのゴミ捨て場から無事発見される。
保住君の夏の思い出 (1) ― 海の誘い
諸事情によりスキューバダイビング体験ツアーに参加することになった「ぼく」は沖縄でインストラクター「ユミさん」に出会う。
保住君の夏の思い出 (2) ― 高原の輝き
諸事情によりテニス同好会の合宿に参加することになった「ぼく」は上高地で朝に子犬の散歩をするのが日課の「高原のお嬢さん」と出会う。
保住君の秋のお洒落 ― 注文の多い理髪店
頭部と両手を焼かれたやくざ者の死体が発見される。靴と背広まで奪われた彼は愛人に「髪を切りに行く」と言い残していた。しかし、付近一帯の理髪店に被害者が現れたという証言はまったく出ず捜査は難航する。
保住君の学園祭 ― 戸惑う婚約者
保住と和戸が学園祭で出店する怪しげな店に女の子がやってきた。兄が新興宗教に入信し、その信者と婚約してしまったという彼女の悩みを保住が解決する。
保住君の年の暮れ ― 怪しいアルバイト
会社の金を横領して逃げる社長の愛人。保住がアルバイトをしているおでんの屋台に尾行中に消えた愛人の謎を抱えて探偵たちがやってくる。
「五十円玉二十枚の謎」収録作品。

### 作品集未収録の短編
しゃべくり探偵のゴルフ騒動
（東京創元社刊『ミステリーズ!』誌Vol.1掲載 ISBN 4-488-03001-7）
男子プロゴルフツアー・マルトモ・オープン予選2日目の生中継中にカメラ・クルーが撮影用のクレーンから池に転落し、死亡する。
甲子園騒動
（東京創元社・刊『新本格猛虎会の冒険』掲載 ISBN 4-488-02376-2）